# Flugplatz Krems-Langenlois

i7
i11
i13
Der Flugplatz Krems-Langenlois (ICAO-Code: LOAG), auch Flugplatz Krems genannt, ist ein privater österreichischer Flugplatz in Gneixendorf, einem Ort der Stadt Krems an der Donau in Niederösterreich. Er wird für Motorflug, Hubschrauber, Segelflug, Ballonfahrt und Fallschirmsprung genutzt. Betreiber ist der Union Sportfliegerclub Krems. Der Flugplatz verfügt über eine asphaltierte Start- und Landebahn sowie über eine Graspiste für Segelflugbetrieb.

## Geschichte
Der Flugplatz befindet sich am Areal des ehemaligen Kriegsgefangenenlagers STALAG XVII B Krems-Gneixendorf. Nach dem Krieg wurde das Lager planiert und eine Landepiste aus Gras errichtet. 1969 hat die Stadt Krems den Flugplatz gekauft, und in Folge wurden eine Asphaltpiste und vier Hangars mit 2500 Quadratmeter Stellfläche errichtet. Weiters wurden ein rundum verglaster Kontrollturm und ein Restaurant gebaut.
Im Jahr 2015 übersiedelte der Rettungshubschrauber Christophorus 2 vom Christophorus Flugrettungsverein mit seinem Standort vom Universitätsklinikum Krems auf diesen Flugplatz.
In der Zeit von 11. bis 15. Oktober 2021 wurde die betagte Piste 10/28 saniert.

## Verwendung
Der Flugplatz wird von Hagelfliegern als Stützpunkt verwendet, die die umliegenden Weingärten vor Unwetter schützen.